# European Champions League 2003-2004 (pallavolo femminile)
La European Champions League di pallavolo femminile 2003-2004 è stata la 44ª edizione del massimo torneo pallavolistico europeo per squadre di club; iniziata con la fase a gironi a partire dal 20 gennaio 2004, si è conclusa con la final-four di Tenerife, in Spagna, il 21 marzo 2004. Alla competizione hanno partecipato 15 squadre e la vittoria finale è andata per la prima volta al Club Voleibol Tenerife.

## Squadre partecipanti
| - Azərreyl - Stella Rossa - BKS - RC Cannes - Uraločka - Eczacıbaşı - Köniz - Las Palmas | - Branik - Nyíregyháza - Asystel - Sirio Perugia - Tenerife - Jedinstvo Užice - HAOK Mladost |

## Fase a gironi

### Gironi
| Girone A                   | Girone B                   | Girone C                      | Girone D                              | Girone E                      |
| -------------------------- | -------------------------- | ----------------------------- | ------------------------------------- | ----------------------------- |
| Stella Rossa Köniz Asystel | Azərreyl Las Palmas Branik | Uraločka Nyíregyháza Tenerife | Eczacıbaşı Sirio Perugia HAOK Mladost | BKS RC Cannes Jedinstvo Užice |

## Play-off a 6

### Squadre qualificate
- Azərreyl
- RC Cannes
- Sirio Perugia
- Tenerife (qualificata di diritto in quanto squadra organizzatrice)

## Final-four
La final four si è disputata a Tenerife ( Spagna) e gli incontri si sono svolti al Pabellon Insular. Le semifinali si sono disputate il 20 marzo, mentre la finale per 3º/4º posto e la finalissima si è giocata il 21 marzo.

### Finali 1º e 3º posto
|  | Semifinali    | Semifinali    | Semifinali    |               |          | Finale             | Finale             | Finale             |  |
|  |               |               |               |               |          |                    |                    |                    |  |
|  | Azərreyl      | Azərreyl      | 0             |               |          |                    |                    |                    |  |
|  | Azərreyl      | Azərreyl      | 0             |               |          |                    |                    |                    |  |
|  | Tenerife      | Tenerife      | 3             |               |          |                    |                    |                    |  |
|  | Tenerife      | Tenerife      | 3             |               | Tenerife | Tenerife           | 3                  |                    |  |
|  |               |               |               |               | Tenerife | Tenerife           | 3                  |                    |  |
|  |               |               | Sirio Perugia | Sirio Perugia | 2        |                    |                    |                    |  |
|  | RC Cannes     | RC Cannes     | Sirio Perugia | Sirio Perugia | 2        | 0                  |                    |                    |  |
|  | RC Cannes     | RC Cannes     |               |               |          | 0                  |                    |                    |  |
|  | Sirio Perugia | Sirio Perugia | 3             |               |          | Finale 3º/4º posto | Finale 3º/4º posto | Finale 3º/4º posto |  |
|  | Sirio Perugia | Sirio Perugia | 3             |               |          |                    |                    |                    |  |
|  |               |               |               |               |          |                    |                    |                    |  |
|  |               |               |               |               |          | Azərreyl           | Azərreyl           | 1                  |  |
|  |               |               |               |               |          | Azərreyl           | Azərreyl           | 1                  |  |
|  |               |               |               |               |          | RC Cannes          | RC Cannes          | 3                  |  |